# Rhipicephalus moucheti
Rhipicephalus moucheti är en fästingart som beskrevs av Francisque Morel 1965. Rhipicephalus moucheti ingår i släktet Rhipicephalus och familjen hårda fästingar.
Artens utbredningsområde är Kamerun. Inga underarter finns listade i Catalogue of Life.